# Чан'е-2
«Чан'е-2» (кит.: 嫦娥二號; піньїнь: Cháng'é èr hào; англ. Chang'e 2) — друга китайська автоматична міжпланетна станція, яку запустити на орбіту Місяця у рамках першого етапу Китайської програми дослідження Місяця. Вона проводила дослідження на місячній орбіті висотою 100 км, готуючи дані до початку виконання другого етапу дослідження Місяця, а саме м'якої посадки посадкового модуля «Чан'е-3» у грудні 2013, на борту якого знаходився місяцехід «Юйту». «Чан'е-2» був схожий за дизайном на свого попередника, хоча в ньому були деякі технічні вдосконалення, засновані на досвіді «Чан'е-1».

## Технічні характеристики
Супутник створений на платормі DFH-3.
«Чан'е-2» мав масу 2480 кг, з яких 1300 кг займає паливо та 140 кілограмів корисне навантаження. Супутник мав розміри 2 м x 1,72 м x 2,2 м.

## Обладнання
До складу супутника входили такі ж інструменти, як і на «Чан'е-1», а саме:
- Стереокамера із приладом з зарядовим зв'язком (ПЗЗ) (англ. Charge-coupled device, CCD) та лазерний висотомір (англ. Laser Altimeter Moon, LAM) — необхідні ддя отримання тривимірного стереозображення місячної поверхні;
- Спектрометр зображення (англ. Imaging Interferometer Spectrometer, IIM) , гамма-спектрометр (англ. Gamma-Ray Spectrometer, GRS) та рентгенівський спектрометр (англ. X-Ray Spectrometer, XRS)  необхідні для отримання інформацію про кількість і розподіл різних матеріалів на поверхні Місяця;
- Детектор частинок високої енергії (англ. High-energy Particle Detector, HPD) Та детектор іонів сонячного вітру (англ. Solar Wind Ion Detector, SWID) — необхідні для дослідження навколомісячного простору та простору між Землею та Місяцем.

## Цілі дослідження
Перед зондом «Чан'е-2» були поставлені наступні наукові цілі:
- Покращення продуктивності корисних навантажень на базі «Чан'е-1».
- Підвищення точності місячних наукових даних та поглиблення знань з наступних типів наукових досліджень:
  - отримання тривимірних зображень поверхні Місяця з просторовою роздільною здатністю < 10 м;
  - дослідити склад матеріалу поверхні Місяця;
  - провести спостереження за космічним середовищем між Землею та Місяцем і навколо Місяця.

Також перед «Чан'е-2» ставилися і проміжні цілі, які полягали у перевірці наступних ключових технологій:
- Вихід зонду на місячну орбіту без виходу на орбіту Землі;
- Випробування технології орбітального гальмування та захоплення Місяцем;
- Випробування технології маневру на місячній орбіті 100 км х 15 км та вимір орбіти;
- Знімок із високою роздільною здатністю зони посадки в районі Затоки Райдуги (43° пн. ш. 31° зх. д. / 43° пн. ш. 31° зх. д.)[4], для вибору майбутнього (на час місії «Чан'е-2») місця посадки міжпланетної станції «Чан'е-3»;
- Випробування системи телеметрії, відстеження та командування (англ. Telemetry, Tracking, and Command, TT&C);
- Випробувати нові технології, такі як системи зв'язку та нові камери.

## Хід місії
«Чан'е-2» був запущений 1 жовтня 2010 року о 10:59 UTC (12:59 за Київським часом) на борту ракети «Великий похід 3C» із космодрому Січан, що у провінції Сичуань. Запуск зонда збігся з Днем утворення Китайської Народної Республіки, який у Китаї відзначають 1 жовтня.

### Місячна місія
Космічний корабель вийшов на орбіту з перигеєм 200 км і апогеєм 380 тис. км і відокремився від ракети-носія, як планувалося. Це був перший випадок, коли китайський місячний зонд безпосередньо вийшов на орбіту Земля-Місяць без попереднього гравітаційного маневру навколо Землі. «Чан'е-2» вийшов на свою 100-кілометрову робочу орбіту 9 жовтня 2010 року після трьох успішних гальмувань.
27 жовтня апарат почав зйомку ділянок Місяця, які можуть бути придатними для посадки автоматичних міжпланетних з станцій з місяцеходами під час наступних місій. Для виконання цього завдання зонд наближався до Місяця на відстань у 15 кілометрів.
8 листопада 2010 року китайський уряд влаштував церемонію відкриття, на якій прем'єр-міністр Китаю Чжан Децзян продемонстрував детальний знімок із зображенням частки місячної поверхні у районі Затоки Райдуги. Це зображення поверхні Місяця має роздільну здатність у 1,3 метра на піксель. Отримання цього знімку знаменує те, що «Чан'е-2» успішно виконав своє головне завдання.
У лютому 2012 року уряд Китаю опублікував повну місячну карту, створену на основі даних, зібраних «Чан'е-2», стверджуючи, що це карта всього Місяця з найвищою роздільною здатністю, яка колись була зроблена. Повний набір даних, включаючи карту з роздільною здатністю 7, 20 і 50 м, а також модель висот з роздільною здатністю 20 і 50 м, доступний для безкоштовного завантаження з квітня 2018 року.

### Точка Лагранджа L2
8 червня 2011 року «Чан'е-2» завершив свою розширену місію дослідження Місяця та вирушив з місячної орбіти до точки Лагранжа Земля-Сонце L2, щоб перевірити китайську мережу відстеження та контролю. Зонд досяг точки L2 25 серпня 2011 року о 14:27 UTC (16:47 за Київським часом) після 77-денної подорожі, ставши першим об'єктом, який коли-небудь досяг точки L2 безпосередньо з місячної орбіти. Зонд передав свою першу партію даних з L2 у вересні 2011 року. Спочатку очікувалося, що зонд залишиться на орбіті точки L2 до кінця 2012 року, проте, після внесення змін, він вирушив у розширену місію у квітні 2012 року.

### 4179 Тоутатіс

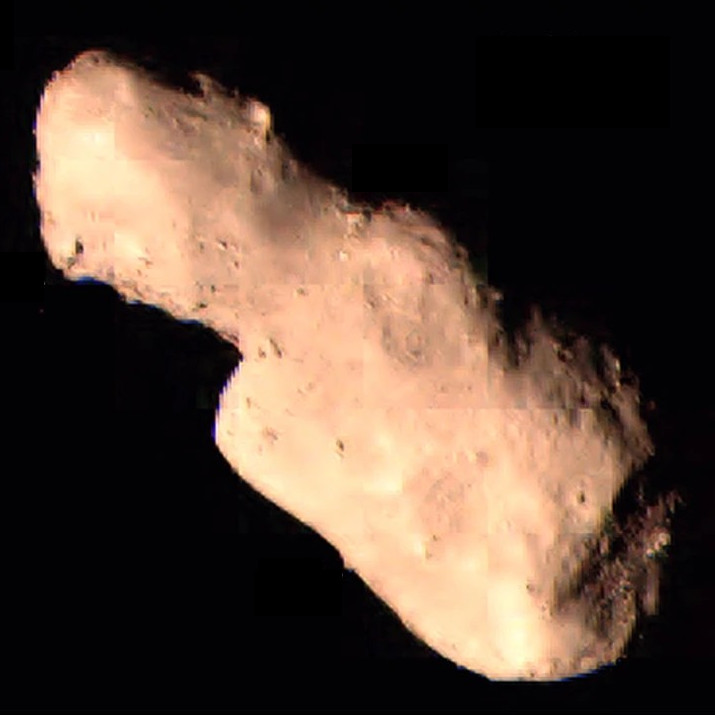
Фото астероїда 4179 Тоутатіс, зроблене китайським зондом «Чан'е-2» під час прольоту

«Чан'е-2» вилетів з орбіти точки Лагранжа L2 15 квітня 2012 року та розпочав місію до астероїда, що має назву 4179 Тоутатіс. Проліт був успішно здійснений 13 грудня 2012 року о 08:30 UTC (11:30 за Київським часом). Пізніше в Інтернеті були опубліковані зображення астероїда великим планом з роздільною здатністю до 10 метрів на піксель. Під час зйомки зонд наблизився до 4179 Тоутатіс на відстань 3,2 кілометра і зробив знімки астероїда з відносною швидкістю 10,73 кілометрів на секунду. Таким чином КНКУ стало четвертим космічним агентством, яке здійснило успішну місію до астероїда, після НАСА, ЄКА та Японського агентства аерокосмічних досліджень.

### Завершення місії
Після зйомки астероїда зонд продовжив рух далі, у глибокий космос. Станом на 2016 рік «Чан'е-2» досяг відстані понад 200 мільйонів кілометрів від Землі. За даними Китайської аерокосмічної корпорації, потенційно у нього достатньо палива, щоб продовжувати працювати на відстані до 300 мільйонів кілометрів, після чого повернеться приблизно на 7 мільйонів кілометрів від Землі приблизно в 2029 році. Однак зв'язок із зондом був втрачений у 2014 році через ослаблення потужності сигналу.